# Eberstalzell
Eberstalzell osztrák község Felső-Ausztria Welsvidéki járásában. 2021 januárjában 2820 lakosa volt. 

## Elhelyezkedése

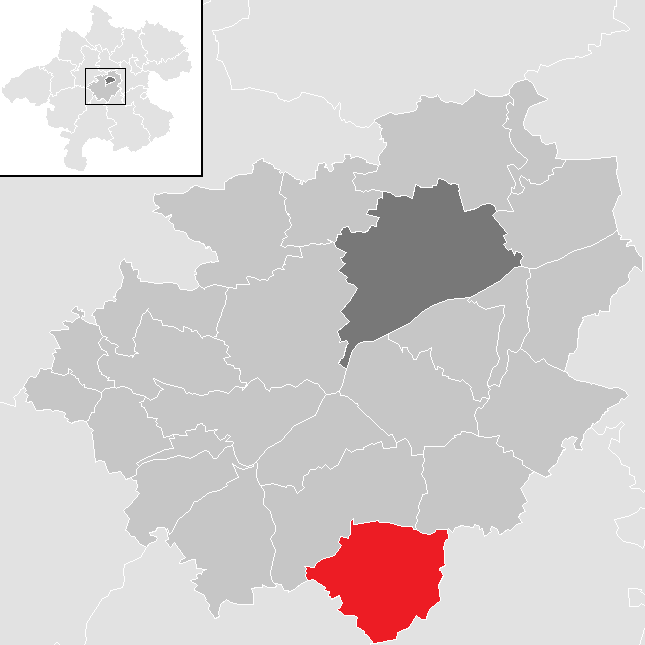
Eberstalzell a Welsvidéki járásban

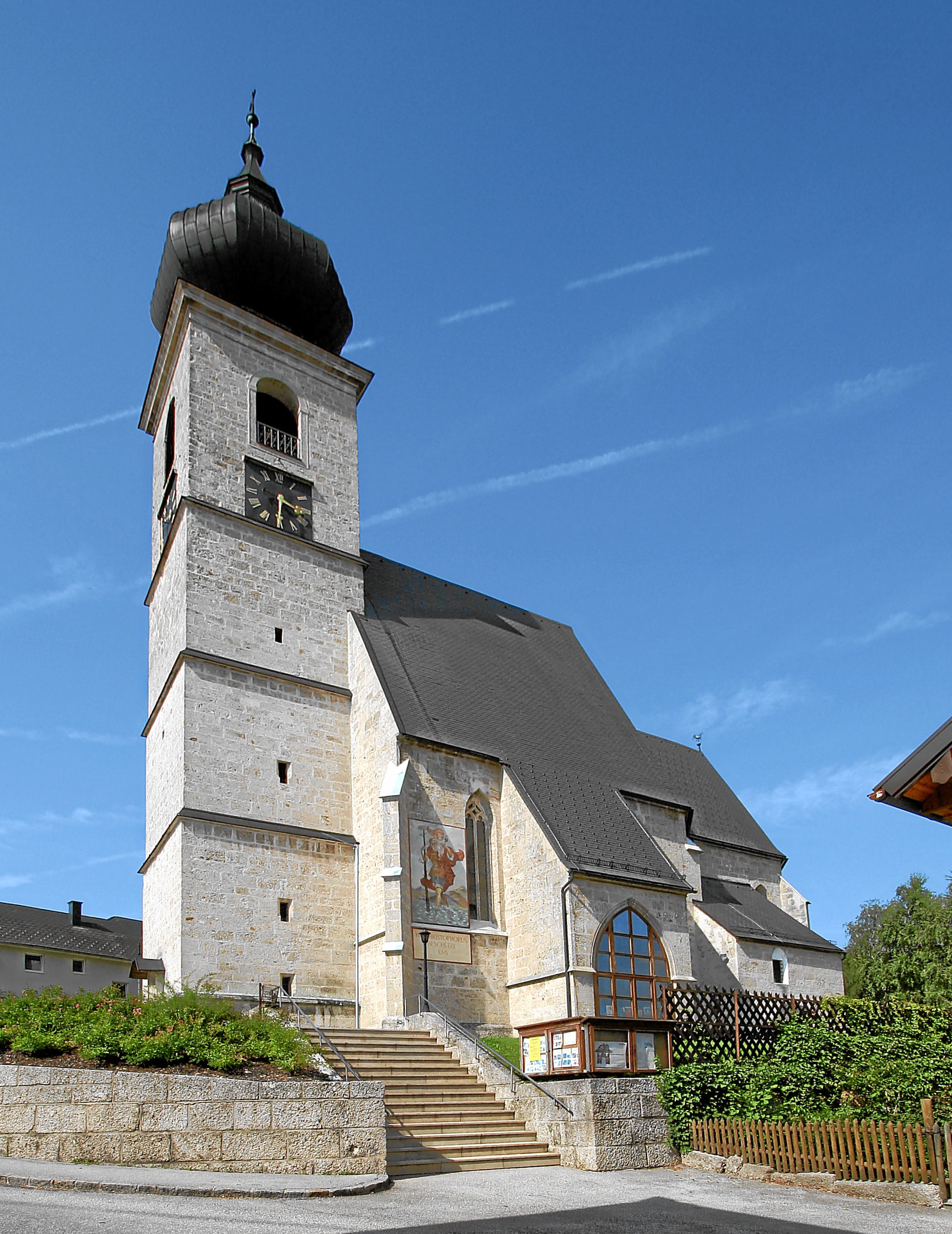
A Szt. Ulrik-plébániatemplom

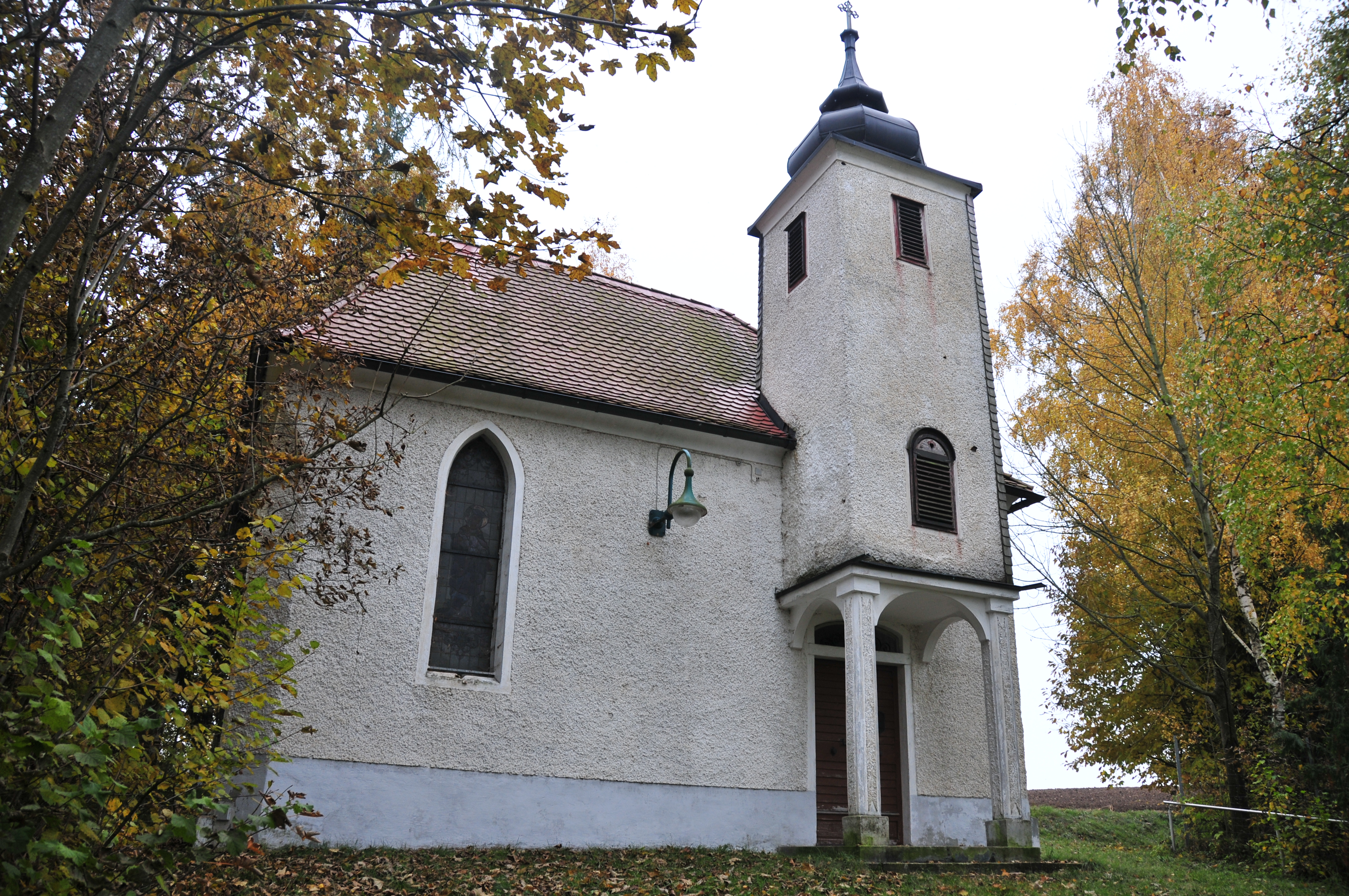
A Szűz Mária-kápolna

Eberstalzell a tartomány Hausruckviertel régiójában fekszik a Traun-Enns-hátságon. Területének 9,4%-a erdő, 80,6% áll mezőgazdasági művelés alatt. Az önkormányzat 7 települést, illetve településrészt egyesít: Eberstalzell (1169 lakos 2021-ben), Hallwang (137), Ittensam (166), Littring (134), Mayersdorf (198), Spieldorf (208) és Wipfing (808). 
A környező önkormányzatok: északnyugatra Steinerkirchen an der Traun, északkeletre Sattledt, délkeletre Ried im Traunkreis, délre Pettenbach, délnyugatra Vorchdorf.

## Története
A község területe a római időkben is lakott volt, a régészek ebből a korból származó mozaikokat tártak fel. Eberstalzellt először 777-ben említik a kremsmünsteri apátság alapítólevelében. A kalandozó magyarok feltehetően elpusztították templomát, amelyet a 10. század végén fából, majd 1494-ben kőből építettek újjá.
A régió eredetileg a Bajor Hercegség keleti határvidékéhez tartozott; a 12. században került Ausztriához. Az Osztrák Hercegség 1490-es felosztásakor az Ennsentúli Ausztriához került. 
A falut a napóleoni háborúk alatt a franciák többször megszállták. 
Miután a Német Birodalom 1938-ban annektálta Ausztriát, Eberstalzellt az Oberdonaui reichsgauba sorolták be. A második világháború után visszakerült Felső-Ausztriához.

## Lakosság
Az eberstalzelli önkormányzat területén 2021 januárjában 2820 fő élt. A lakosságszám 1961 óta gyarapodó tendenciát mutat. 2018-ban az ittlakók 93,9%-a volt osztrák állampolgár; a külföldiek közül 1% a régi (2004 előtti), 2% az új EU-tagállamokból érkezett. 2,1% az egykori Jugoszlávia (Szlovénia és Horvátország nélkül) vagy Törökország, 0,9% egyéb országok polgára volt. 2001-ben a lakosok 93,6%-a római katolikusnak, 1,3% evangélikusnak, 2,5% mohamedánnak, 2% pedig felekezeten kívülinek vallotta magát. Ugyanekkor a legnagyobb nemzetiségi csoportot a németeken (96,8%) kívül a bosnyákok alkották 1,1%-kal. 
A népesség változása:

| 2016 | 2 563 |
| 2018 | 2 627 |

## Látnivalók
- a Szt. Ulrik-plébániatemplom
- a Szűz Mária-kápolna

## Fordítás
- Ez a szócikk részben vagy egészben  az   Eberstalzell című német Wikipédia-szócikk ezen változatának fordításán alapul.  Az eredeti cikk szerkesztőit annak laptörténete sorolja fel. Ez a jelzés csupán a megfogalmazás eredetét és a szerzői jogokat jelzi, nem szolgál a cikkben szereplő információk forrásmegjelöléseként.